# Greate Griene
Greate Griene (taal: Fries) is een onbewoond eiland in het Sneekermeer, dat het meer scheidt van de Goëngarijpsterpoelen. Het beheer van het eiland is in handen van Staatsbosbeheer, dat hier tevens een wandelroute heeft uitgezet.